# ...And Beyond - Live in Japan, 2017
...And Beyond - Live in Japan, 2017 è l'ottavo album dal vivo del gruppo musicale statunitense Dream Theater, pubblicato l'8 aprile 2022 dalla Inside Out Music.

## Descrizione
Il disco rappresenta la nona uscita appartenente alla serie Lost Not Forgotten Archives e contiene la prima parte del concerto che il gruppo ha tenuto nel 2017 al Nippon Budokan di Tokyo (la seconda parte era già stata resa disponibile l'anno prima in Images and Words - Live in Japan, 2017). Tra gli otto brani eseguiti durante il primo set vi sono la cover del brano Portrait of Tracy di Jaco Pastorius, eseguita dal bassista John Myung, e una versione estesa di As I Am caratterizzata da una sezione di Enter Sandman dei Metallica.

## Tracce
1. The Dark Eternal Night – 9:30 (testo: John Petrucci – musica: Dream Theater)
2. The Bigger Picture – 7:32 (testo: John Petrucci – musica: John Petrucci, Jordan Rudess, John Myung, James LaBrie, Mike Mangini)
3. Hell's Kitchen – 6:12 (musica: Dream Theater)
4. The Gift of Music – 4:08 (testo: John Petrucci – musica: John Petrucci, Jordan Rudess)
5. Our New World – 4:23 (testo: John Petrucci – musica: John Petrucci, Jordan Rudess)
6. Portrait of Tracy – 2:15 (musica: Jaco Pastorius) – originariamente interpretata da Jaco Pastorius
7. As I Am – 8:37 (testo: John Petrucci – musica: John Myung, John Petrucci, Mike Portnoy, Jordan Rudess)
8. Breaking All Illusions – 12:36 (testo: John Myung, John Petrucci – musica: John Petrucci, Jordan Rudess, John Myung)

## Formazione
Gruppo
- James LaBrie – voce
- John Petrucci – chitarra
- Jordan Rudess – tastiera
- John Myung – basso
- Mike Mangini – batteria

Produzione
- John Petrucci – produzione
- James "Jimmy T" Meslin – montaggio audio aggiuntivo
- Peter Van 't Riet – mastering

## Classifiche
| Classifica (2021)          | Posizione massima |
| -------------------------- | ----------------- |
| Germania                   | 50                |
| Regno Unito (rock & metal) | 11                |
| Svizzera                   | 55                |